# Buran bint al-Hasan ibn Sahl
Chadidscha bint al-Hasan ibn Sahl, arabisch خديجة بنت الحسن بن سهل (* 6. Dezember 807; † 21. September 884) unter ihrem Vornamen besser bekannt als Buran (بوران, DMG Būrān), war eine der Ehefrauen des siebten Abbasiden-Kalifen al-Ma'mun (786–833, reg. 813–833).

## Leben
Chadidscha bint al-Hasan ibn Sahl, bekannt unter ihrem Spitznamen Buran, war eine Tochter von al-Hasan ibn Sahl, dem Finanzminister des siebten Abbasiden-Kalifen von al-Ma'mun (786–833, reg. 813–833). Ihr Spitzname Buran geht vermutlich auf die gleichnamige sassanidische Prinzessin zurück.
Im Jahr 817 / 818 wurde sie nach islamischen Ritus mit al-Ma'mun verheiratet, jedoch wurde die Ehe erst im Ramadan (Dezember/Januar) 824/825 oder 825/826 vollzogen, als Buran 16 oder 17 Jahre alt war.  Mit der Hochzeit wollte al-Ma'mūn – auch in Anbetracht der mysteriösen Ermordung von ihrem Onkel al-Fadl ibn Sahl – seine weiterhin bestehende Verbundenheit mit der Familie zum Ausdruck bringen. Die Feierlichkeiten, welche zu den berühmtesten der islamischen Geschichte zählen, fanden in der Residenz ihres Vaters in Fam al-Silh oberhalb der irakischen Stadt Wasit (Wāsiṭ) am Tigris statt und waren derart prunkvoll, dass sie als „Einladung des Islams“, دعوة الإسلام / Daʿwat al-Islām, bekannt wurden. Sie finden unter anderem bei al-Tabari Erwähnung.
Als eine der drei Ehefrauen des Kalifen lebte Buran im Hasani-Palast in Bagdad, benannt nach ihrem Vater al-Hasan ibn Sahl; zuvor benannt nach Dscha'far ibn Yahya, dem barmakidischen, in Ungnade gefallenen Wesir des Kalifen Harun al-Raschid. Buran starb am 21. September 884.

## Literarische Figur
Buran bint al-Hasan ibn Sahl ist eine reale Figur in den Geschichten aus Tausendundeiner Nacht. Sie tritt in der Geschichte Al-Ma'mun und Chadidscha (auch: Die Geschichte des Ishaq al-Mausili, ANE 71) auf. Die Geschichte erzählt von ihrer ersten Begegnung und der Verlobung mit dem Kalifen al-Ma'mun, die Handlung selbst ist rein fiktiv.

## Wissenswertes
Buran bint al-Hasan ibn Sahl wird die Erfindung der persischen Vorspeise Borani zugeschrieben.